# Apotekaren
Apotekaren är en sjö i Norsjö kommun i Västerbotten och ingår i Umeälvens huvudavrinningsområde.